# Крючков, Иван Петрович
Иван Петрович Крючков (03.01.1926 — 21.02.2019) — учёный в области электростанций и подстанций, лауреат Государственной премии РФ 1996 года.
Родился 3 января 1926 года.
Участник Великой Отечественной войны.
В 1951 г. с отличием окончил МЭИ по специальности «Электрические станции, электрические сети и системы» и был зачислен в аспирантуру. В 1954 г. защитил кандидатскую диссертацию:
- Повышение надежности работы косвенных систем возбуждения синхронных генераторов : диссертация … кандидата технических наук : 05.00.00. — Москва, 1954. — 186 с. : ил.

Работа в МЭИ:
- с сентября 1954 по апрель 1960 г. — ассистент;
- с апреля 1960 по март 1995 г. — доцент;
- с марта 1995 г. — профессор.

В 1963 году присвоено учёное звание доцента по кафедре «Электрические станции».
Читал курсы «Электромагнитные переходные процессы в электроэнергетических системах», «Математические задачи энергетики», «Токи короткого замыкания и их ограничение», «Режимы работы основного оборудования электростанций» и «Электрическая часть станций и подстанций». Читал лекции до 83-летнего возраста.
Лауреат Государственной премии Российской Федерации в области науки и техники (1996 — за разработку и внедрение системы повышения надежности и живучести Единой энергетической системы Российской Федерации) и премии Президента Российской Федерации в области образования (1998 — за создание и внедрение учебно-методического комплекса «Электрическая часть электростанций и автоматизация энергосистем» для высших учебных заведений). Награждён орденом Отечественной войны II степени, юбилейными медалями, бронзовой медалью ВДНХ.
Похоронен на Троекуровском кладбище.
Сочинения:
- Электрическая часть электростанций и подстанций [Текст] : Справ. материалы для курсового и диплом. проектирования : [Учеб. пособие для электроэнерг. спец. вузов] / И. П. Крючков, Н. Н. Кувшинский, Б. Н. Неклепаев. — 3-е изд., перераб. и доп. — Москва : Энергия, 1978. — 456 с. : ил.; 20 см.
- Электрическая часть электростанций и подстанций : Справ. материалы для курсового и дипломного проектирования : [Учеб. пособие для вузов по спец. «Электр. станции»] / Б. Н. Неклепаев, И. П. Крючков. — 4-е изд., перераб. и доп. — Москва : Энергоатомиздат, 1989. — 605,[2] с. : ил.; 22 см; ISBN 5-283-01086-4
- Электрическая часть электростанций и подстанций [Текст] : справочные материалы для курсового и дипломного проектирования / Б. Н. Неклепаев, И. П. Крючков. — 5-е изд., стер. — Санкт-Петербург : БХВ-Петербург, 2013. — 607 с. : ил., табл.; 25 см. — (Учебная литература для вузов).; ISBN 978-5-9775-0833-9
- Переходные процессы в электроэнергетических системах : учебник для студентов высших учебных заведений, обучающихся по специальностям «Электрические станции», «Электроснабжение» направления подготовки «Электроэнергетика» / И. П. Крючков [и др.]; под ред. И. П. Крючкова. — Москва : Изд. дом МЭИ, 2008. — 413, [1] с. : ил., табл.; 21 см; ISBN 978-5-383-00214-8
- Короткие замыкания и несимметричные режимы электроустановок : учебное пособие для студентов высших учебных заведений, обучающихся по специальностям «Электрические станции», «Электроснабжение» направления подготовки «Электроэнергетика» : для системы подготовки, переподготовки и повышения квалификации персонала энергетических компаний, а также для вузов, осуществляющих подготовку энергетиков / И. П. Крючков [и др.]. — Москва : Изд. дом МЭИ, 2008. — 471 с. : ил., табл.; 22 см; ISBN 978-5-383-00257-5
- Электромагнитные переходные процессы в электроэнергетических системах : Учеб пособие для студентов вузов, обучающихся по направлению «Электроэнергетика» и специальностям «Электрические станции», «Электроэнергетические системы и сети», «Энергоснабжение», «Автоматическое упр. электроэнергет. системами» / И. П. Крючков. — Москва : МЭИ, 2000. — 167 с. : ил.; 20 см.
- Короткие замыкания и выбор электрооборудования [Текст] : учебное пособие для студентов высших учебных заведений, обучающихся по направлению подготовки «Электроэнергетика» / [И. П. Крючков и др.]; под ред. И. П. Крючкова, В. А. Старшинова. — Москва : Издат. дом МЭИ, 2012. — 566, [1] с. : ил., табл.; 22 см; ISBN 978-5-383-00709-9
- Переходные процессы в электроэнергетических системах: учебник / И. П. Крючков, В. А. Старшинов, Ю. П. Гусев, М. В. Пираторов. — М.: Издательство МЭИ, 2018. — 396 с. ISBN 978-5-7046-1948-2